# ファクンド・バグニス
ファクンド・バグニス（スペイン語: Facundo Bagnis, スペイン語発音: [faˈkundo ˈβaɣnis]、1990年2月27日 - ）は、アルゼンチン・ロサリオ出身のプロテニス選手。ATPツアーではダブルスで1勝を挙げている。自己最高ランキングはシングルス55位、ダブルス78位。左利き、バックハンド・ストロークは両手打ち。

## 選手経歴

### 2011年 ツアー参戦
ATPワールドツアー初出場は2011年1月のチリ・オープンであり、1回戦でコロンビアのサンティアゴ・ヒラルドに敗れた。

### 2012年 ツアー初勝利
2012年のアルゼンチン・オープンでは1回戦でアルゼンチンのレオナルド・マイエルに勝利し、ATPワールドツアー初勝利を挙げた。

### 2014年 グランドスラム初勝利
2014年全仏オープンでは予選から勝ち上がり、1回戦でフランスのジュリアン・ベネトーに勝利した。第1セットを6-1、第2セットを6-2で連取した後、第3セットを1-6、第4セットを3-6で連取され、最終セットは18-16という熱戦だった。これが四大大会での1回戦初勝利だった。2回戦では第18シードのエルネスツ・ガルビスに敗れた。
2014年の南アメリカ競技大会男子シングルスは第1シードとして出場し、決勝で同胞のギド・アンドレオッシに勝利して優勝した。アンドレオッシと組んだ男子ダブルスは第1シードとして出場し、決勝でコロンビアのペアに勝利して優勝した。

### 2015年 アメリカ競技大会準優勝
2015年のパンアメリカン競技大会男子シングルスは第1シードとして出場し、決勝でコロンビアのニコラス・バリエントスに勝利して優勝した。アンドレオッシと組んだ男子ダブルスは第1シードとして出場し、決勝でチリのペアに敗れて準優勝だった。

### 2016年 グランドスラム2回戦進出
2016年全仏オープンでは1回戦でフランスのケニー・デ・シェパーに勝利したが、2回戦でスペインのラファエル・ナダルに敗れた。

## ATPツアー決勝進出結果

### ダブルス: 1回（1勝0敗）
| 大会グレード                    |
| ------------------------------- |
| グランドスラム (0–0)            |
| ATPファイナルズ (0–0)           |
| ATPツアー・マスターズ1000 (0–0) |
| ATPツアー500 (0–0)              |
| ATPツアー250 (1–0)              |

| サーフェス別タイトル |
| -------------------- |
| ハード (0–0)         |
| クレー (1–0)         |
| 芝 (0–0)             |
| カーペット (0–0)     |

| 結果 | 日付      | 大会             | サーフェス | パートナー       | 対戦相手                                    | スコア           |
| ---- | --------- | ---------------- | ---------- | ---------------- | ------------------------------------------- | ---------------- |
| 勝利 | 2013年7月 | シュツットガルト | クレー     | トマス・ベルッシ | トマシュ・ベドナレク マテウス・コヴァルチク | 2–6, 6–4, [11–9] |